# Copa de Naciones de Futsal de la OFC 2019
La Copa de Naciones de Futsal de la OFC 2019 (anteriormente llamado Campeonato de Futsal de la OFC) fue la décima segunda edición de dicho torneo. Se realizó entre el 27 de octubre y el 12 de noviembre en Nueva Caledonia. El campeón clasificó como el representante de la OFC en la Copa Mundial de fútbol sala de la FIFA 2021 en Lituania.

## Participantes
En cursiva los equipos debutantes.
| Equipos participantes | Equipos participantes | Equipos participantes | Equipos participantes |
| --------------------- | --------------------- | --------------------- | --------------------- |
| Samoa Americana       | Fiyi                  | Nueva Caledonia       | Nueva Zelanda         |
| Islas Salomón         | Tahití                | Tonga                 | Vanuatu               |

## Clasificación

### Grupo A
| Equipo          | Pts | PJ | PG | PE | PP | GF | GC | Dif |
| --------------- | --- | -- | -- | -- | -- | -- | -- | --- |
| Nueva Zelanda   | 9   | 3  | 3  | 0  | 0  | 21 | 3  | +18 |
| Nueva Caledonia | 6   | 3  | 2  | 0  | 1  | 22 | 5  | +17 |
| Vanuatu         | 3   | 3  | 1  | 0  | 2  | 12 | 22 | -10 |
| Samoa Americana | 0   | 3  | 0  | 0  | 3  | 3  | 28 | -25 |

| 28 de octubre de 2019, 15:00 | Samoa Americana | 0:9     | Nueva Zelanda | L'Arène du Sud, Numea |  |
|                              |                 | Reporte |               |                       |  |

| 28 de octubre de 2019, 19:00 | Nueva Caledonia | 11:1    | Vanuatu | L'Arène du Sud, Numea |  |
|                              |                 | Reporte |         |                       |  |

| 29 de octubre de 2019, 17:00 | Nueva Zelanda | 8:1     | Vanuatu | L'Arène du Sud, Numea |  |
|                              |               | Reporte |         |                       |  |

| 29 de octubre de 2019, 19:00 | Samoa Americana | 0:9     | Nueva Caledonia | L'Arène du Sud, Numea |  |
|                              |                 | Reporte |                 |                       |  |

| 30 de octubre de 2019, 15:00 | Vanuatu | 10:3    | Samoa Americana | L'Arène du Sud, Numea |  |
|                              |         | Reporte |                 |                       |  |

| 30 de octubre de 2019, 19:00 | Nueva Zelanda | 4:2     | Nueva Caledonia | L'Arène du Sud, Numea |  |
|                              |               | Reporte |                 |                       |  |

### Grupo B
| Equipo        | Pts | PJ | PG | PE | PP | GF | GC | Dif |
| ------------- | --- | -- | -- | -- | -- | -- | -- | --- |
| Islas Salomón | 9   | 3  | 3  | 0  | 0  | 24 | 5  | +19 |
| Tahití        | 6   | 3  | 2  | 0  | 1  | 37 | 10 | +27 |
| Fiyi          | 3   | 3  | 1  | 0  | 2  | 11 | 17 | -6  |
| Tonga         | 0   | 3  | 0  | 0  | 3  | 6  | 46 | -40 |

| 28 de octubre de 2019, 13:00 | Tonga | 2:13    | Islas Salomón | L'Arène du Sud, Numea |  |
|                              |       | Reporte |               |                       |  |

| 28 de octubre de 2019, 17:00 | Fiyi | 1:11    | Tahití | L'Arène du Sud, Numea |  |
|                              |      | Reporte |        |                       |  |

| 29 de octubre de 2019, 13:00 | Islas Salomón | 7:2     | Tahití | L'Arène du Sud, Numea |  |
|                              |               | Reporte |        |                       |  |

| 29 de octubre de 2019, 15:00 | Tonga | 2:9     | Fiyi | L'Arène du Sud, Numea |  |
|                              |       | Reporte |      |                       |  |

| 30 de octubre de 2019, 13:00 | Tahití | 24:2    | Tonga | L'Arène du Sud, Numea |  |
|                              |        | Reporte |       |                       |  |

| 30 de octubre de 2019, 17:00 | Islas Salomón | 4:1     | Fiyi | L'Arène du Sud, Numea |  |
|                              |               | Reporte |      |                       |  |

## Fase final

### Rondas de colocación

#### Semifinales del quinto al séptimo puesto
| 1 de noviembre de 2019, 11:30 | Fiyi | 6:2     | Samoa Americana | L'Arène du Sud, Numea |  |
|                               |      | Reporte |                 |                       |  |

| 1 de noviembre de 2019, 14:00 | Vanuatu | 3:0 (w.o.) | Tonga | L'Arène du Sud, Numea |  |
|                               |         | Reporte    |       |                       |  |

#### Séptimo puesto
| 2 de noviembre de 2019, 11:30 | Tonga | 0:3 (w.o.) | Samoa Americana | L'Arène du Sud, Numea |  |
|                               |       | Reporte    |                 |                       |  |

#### Quinto puesto
| 2 de noviembre de 2019, 14:00 | Vanuatu | 4:6     | Fiyi | L'Arène du Sud, Numea |  |
|                               |         | Reporte |      |                       |  |

### Semifinales
| 1 de noviembre de 2019, 16:30 | Islas Salomón | 5:1     | Nueva Caledonia | L'Arène du Sud, Numea |  |
|                               |               | Reporte |                 |                       |  |

| 1 de noviembre de 2019, 19:00 | Nueva Zelanda | 3:2     | Tahití | L'Arène du Sud, Numea |  |
|                               |               | Reporte |        |                       |  |

### Tercer puesto
| 2 de noviembre de 2019, 16:30 | Nueva Caledonia | 5:5 (t. s.)(1:3 p.) | Tahití | L'Arène du Sud, Numea |  |
|                               |                 | Reporte             |        |                       |  |

### Final
| 2 de noviembre de 2019, 19:00 | Islas Salomón | 5:5 (t. s.)(2:1 p.) | Nueva Zelanda | L'Arène du Sud, Numea |  |
|                               |               | Reporte             |               |                       |  |

| Bandera de Islas Salomón          |
| Campeón Islas Salomón 6.to título |

## Clasificado a la Copa Mundial de fútbol sala de la FIFA 2021
| Bandera de Islas Salomón |
| Islas Salomón Campeón    |